# Ронін (Marvel Comics)
Ронін (англ. Ronin) — псевдонім кількох персонажів з коміксів американського видавництва Marvel Comics. Персонаж був створений Браяном Майклом Бендісом і Джо Кесада, хоча персонажі, які ховалися за його особистістю були створені іншими авторами.
Термін «Ронін» відноситься до японської культури і характеризує самурая, який не зміг уберегти свого пана.

## Історія публікацій

### Мая Лопез
Мая Лопез — перша людина, що використовувала особистість Роніна. Вона взяла його, щоб стежити за Срібним Самураєм в Японії. Також відома під псевдонімом Ехо.
Мая Лопез вперше з'явилася в якості Роніна в коміксі New Avengers #27 (квітень 2007), хоча персонаж з'являвся на обкладинках більш ранніх випусків.
Браян Майкл Бендіс, відповідальний за створення Нових Месників, зізнався, що спочатку хотів, щоб за особистістю Роніна приховувався Метт Мердок, але задум так і не був втілений в життя через конфлікти з авторами коміксів про Шибайголову.

### Клінт Бартон
Клінт Бартон — друга людина, яка приміряла особистість Роніна. Ставши Роніном він повернувся в Нью-Йорк під час подій Громадянської війни. Коли Бартон врятував Ехо, він запропонував їй повернути костюм, що колись належав їй, але вона дозволила йому залишитися Роніном. У період Ери Героїв Клінт знову став Соколиним оком.

### Олексій Шостаков
Новий Ронін вперше з'явився в Widowmaker, кросовері між Соколиним оком, Пересмішником і Чорною вдовою. Новий Ронін займався шпигунством і вбивствами, в підсумку його цілями стали Пересмішник і Чорна вдова. Пізніше з'ясувалося, що це ЖМЛ-копія (життєздатна модель людини; робот, який підробляє людину, включно з її спогадами) Олексія Шостакова, колишнього чоловіка останньої.

### Ерік Брукс
Персонаж, особа якого не розкривається читачеві, з'явився у другому томі Mighty Avengers і надів костюм типу Хелловін — «Герой Павук» під час сюжету Infinity. Пізніше цей персонаж надів костюм Роніна з "великої коробки старих речей Клінта Бартона". Перед розкриттям справжньої особистості цього персонажа, в результаті витоку сценарію було виявлено, що новий Ронін — це Ерік Брукс, більш відомий як Блейд. Це пізніше підтвердилося в Mighty Avengers #9.

## Альтернативні версії

### Ultimate Marvel
В Ultimate Marvel Ронін вперше з'явився в Ultimate Spider-Man #108. Ронін є однією з декількох особистостей Місячного лицаря. Той використовує особистість Роніна, щоб впровадитися в банду Вілсона Фіска, більш відомого як Кінгпін. Щоб заслужити свою довіру, Кінгпін наказує Роніну доставити до нього Людину-павука.
Він захоплює автобус школи Мідтауна і в'їжджає на ньому в школу, після чого влаштовує стрілянину і закликає Людину-павука здатися і дати бій. Кітті Прайд, яка перевелася в цю школу, намагається дати відсіч Роніну, але втрачає свідомість незадовго до появи Людини-павука. Під час сутички з ним, в голові Марка Спектора відбувається бій двох особистостей — Роніна і Місячного лицаря. Після нетривалої сутички Ронін захоплює Людину-павука, а також долає особистість Місячного лицаря. За допомогою механізму для випуску павутиння Людини-павука Ронін втікає разом з ним і доставляє його в притулок Кінгпіна. 
Після розмови з Людиною-павуком, Кінгпін нападає на Роніна, показуючи, що він знав про таємницю його особистості. Потім двоє кілерів вистрілюють у нього і кидають його тіло в річку. Якимось чином він виживає і йде в поліцію, щоб надати докази тиранії Вілсона Фіска. Щоб зробити це, він розкриває таємницю всіх своїх особистостей. Завдяки йому Кінгпін потрапляє у в'язницю, а самого Місячного лицаря нарікають героєм.

## Поза коміксів

### Кіно
- Клінт Бартон у виконанні Джеремі Реннера з'явився в образі Роніна у фільмі «Месники: Завершення»[10]. За сюжетом стрічки, після знищення Таносом половини населення Всесвіту (подій «Месники: Війна нескінченності»), зникає вся сім'я Бартона. Не справившись з горем він бере особистість Роніна і вбиває злочинців по всьому світі упродовж наступних п'ятьох років.

### Телебачення
- Ронін з'являється в Toei аніме «Дискові війни Marvel: Месники», озвучений Хорі Хідеюкі. Тут під його особистістю ховається Нозому Акацукі, батько головного героя Акіри Акацукі.
- Бартон в образі Роніна знову постав у сольному серіалі «Соколине око». Також в образі Роніна деякий час діяла Кейт Бішоп, роль якої виконала Гейлі Стайнфелд.

### Відеоігри
- Мая Лопез, як Ронін, з'являється як ексклюзивний персонаж Marvel: Ultimate Alliance для версії PSP.
- Є грабельним персонажем у Marvel: Ultimate Alliance 2. Має дві версії костюма: Майк Фаррелл і Мая Лопез.
- Костюм Роніна є альтернативним костюмом Соколиного Ока у наступних іграх: Ultimate Marvel vs. Capcom 3, Marvel Heroes, Avengers Academy та Marvel Ultimate Alliance 3; і повноцінним ігровим персонажем у Marvel Future Fight та Marvel Contest of Champions.
- Костюм Роніна доступний в грі Marvel Heroes.
- Ронін (Блейд) з'являвся як грабельний герой у відеогрі Lego Marvel's Avengers.